# مسابقات جهانی نمایش سگ
مسابقات جهانی سگ بالاترین سطح مسابقات بین‌المللی در این رشته در کنار مسابقات تخصصی و تک نژادی است. این مسابقات به صورت سالانه و هر سال در کشورهای مختلف توسط سازمان جهانی سگ (Fédération Cynologique Internationale)(FCI) برگزار می‌شود؛ که با توجه به جذب بیش از ۱۰٬۰۰۰ ورودی، یکی از بزرگترین نمایشگاه‌های سگ در جهان است. عنوان اصلی این رویداد گواهینامه Certificat d'Aptitude au Championnat International de Beauté به معنای گواهی صلاحیت برای مسابقات قهرمانی بین‌المللی زیبایی است که این عنوان (CACIB) توسط FCI اهدا می‌شود؛ و سگ جایگاه دوم با عنوان رزرو این عنوان (res.CACIB) معرفی می‌گردد.

## تاریخچه
نخستین دورهٔ مسابقات در سال ۱۹۷۱ در بوداپست مجارستان برگزار شد.
این نمایش جهانی شامل چابکی، اطاعت و فرمانبرداری، گارد، سازگاری و سایر رویدادها است. سگهایی که در هر رده برنده می‌شوند، عنوان «قهرمان جهان» را به عهده دارند.

## مسابقات
مسابقات جهانی تاکنون در همهٔ قاره‌ها به جز اقیانوسیه برگزار شده‌است.